# Negradas (Guitiriz)
Negradas (llamada oficialmente San Vicenzo das Negradas) es una parroquia española del municipio de Guitiriz, en la provincia de Lugo, Galicia.

## Otras denominaciones
La parroquia también es conocida por el nombre de San Vicente de Negradas.

## Organización territorial
La parroquia está formada por veintidós entidades de población, constando dieciséis de ellas en el nomenclátor del Instituto Nacional de Estadística español:

### Entidades de población
Entidades de población que forman parte de la parroquia:
- A Casa Lousada
- Alto (O Alto)
- A Tarroeira
- A Xarela
- Calvo (O Calvo)
- Pena (O Campo da Pena)
- Cancelas (As Cancelas)
- Candedos (Os Candedos)
- Gradón
- Lousado (O Lousado)
- Os Queimós
- Ouzás
- Penablanca (A Pena Branca)
- Portoseixo (Porto Seixo)
- Rebordiños
- Torxedo (O Torguedo)
- Vacariza (A Vacariza)
- Vistixoán (Bistixoán)
- Vixón (Vigón)

### Despoblados
Despoblados que forman parte de la parroquia:
- Cerdeiras
- Pereira (A Pereira)
- Sutorxedo (Sutorguedo)

## Demografía
| Gráfica de evolución demográfica de Negradas entre 2000 y 2020 |
|                                                                |
| Datos según el nomenclátor publicado por el INE.               |